# Tribut
Els tributs són ingressos de dret públic que consisteixen en prestacions pecuniàries obligatòries, imposades unilateralment per l'estat, exigides per una administració pública com a conseqüència de la realització del fet imposable a què la llei vinculi al ciutadà en el deure de contribuir. La seva finalitat principal és obtenir els ingressos necessaris per al sosteniment de la despesa pública, sense perjudici de la seva possibilitat de vinculació a altres fins. També destacar que és un subgrup dintre dels ingressos de dret públic de les administracions. Es diferencien dels ingressos de naturalesa privada, que també poden percebre les administracions, perquè les relacions que s'estableixen entre cobrador (o subjecte actiu), i pagador (o subjecte passiu), i les causes que els originen, neixen de normes que formen part del Dret públic i més concretament del tributari. Mentre que els ingressos privats, de les administracions o dels particulars, estan regulats pel dret privat (dret civil, dret mercantil, etc.) i es deriven de relacions o negocis privats. Es diferencien dels altres ingressos públics pel fet d'exigir-se de manera coactiva, però sense arribar a tenir caràcter sancionador.

## Classes de tributs
Són tributs els impostos, les taxes i les contribucions especials.

## Altres ingressos públics
Els tributs no són els únics drets públics de les administracions. Entre els principals ingressos públics no tributaris trobem els preus públics, les multes, els dipòsits, garanties i fiances derivats de l'activitat administrativa, les subvencions, transferències i altres.

## Els impostos com una part dels tributs
En l'actualitat els impostos són els tributs més importants, tant per la quantia dels recursos que aporten a les hisendes públiques dels diferents nivells d'administració, estatal, subcentral o local, com per l'abast de persones a les quals afecta. És per aquest motiu que sovint es fa una identificació col·loquial entre tribut i impost. Però cal tenir present que existeixen tributs, les taxes, algunes d'elles tan properes a la vida quotidiana com les acadèmiques o la que grava els serveis de recollida d'escombraries de molts municipis, que no són impostos.

## Diferència entre Impostos i Taxes
Els impostos i les taxes s'exigeixen de forma coactiva per part de les administracions públiques als particulars o a altres administracions públiques, mercès a una norma legal tributària que així ho estableix. Però mentre que l'impost s'exigeix sense que el ciutadà hagi provocat cap activitat administrativa, la taxa s'exigeix quan el ciutadà ha provocat alguna actuació de l'administració pública diferent de la mera activitat de cobrar. Entre les activitats públiques provocades pel ciutadà i que són susceptibles de causar la liquidació d'una taxa trobem les de tipus educatiu a diferents nivells, la recollida de residus sòlids (recollida d'escombraries), les derivades de la tramitació de llicències i permisos, etc.

## Les contribucions especials
Les contribucions especials són en l'actualitat un tribut de poca rellevància social i econòmica. Es cobren quan es realitzen obres o es creen o amplien serveis que es considera que augmenten el valor de la propietat immoble de zones específiques, o bé que beneficien l'activitat d'algunes companyies de serveis. S'exigeixen als propietaris dels immobles revaloritzats o a les empreses que exploten els serveis beneficiats (asseguradores, companyies de subministraments, etc.)